# Șapte Rediuri, Rozdilna
Șapte Rediuri (în ucraineană Майорське, transliterat: Maiorske) este un sat în comuna Zaharivka din raionul Rozdilna, regiunea Odesa, Ucraina. În trecut a fost un sat majoritar moldovenesc (românesc), fiind asimilat în prezent.

## Demografie
Componența lingvistică a localității Șapte Rediuri
     Ucraineană (97,19%)
     Rusă (2,81%)
Conform recensământului din 2001, majoritatea populației localității Șapte Rediuri era vorbitoare de ucraineană (97,19%), existând în minoritate și vorbitori de rusă (2,81%).